# Ligne de trolleybus 26 (Liège)
La ligne 26 est une ancienne ligne du trolleybus de Liège qui reliait Liège à Angleur.

## Histoire
En mai 1934, une ligne de bus est ouverte. Elle est remplacée par cette ligne de trolleybus en 1936. Cette ligne reliait la Cathédrale à Angleur. En 1949, cette ligne reliait Liège à Streupas. Cette ligne est supprimée en 1963, laissant place au bus.